# Nadir Manuel
Pour les articles homonymes, voir Manuel.
Nadir Graciete Manuel, née le 30 novembre 1986 à Benguela, est une joueuse angolaise de basket-ball.

## Palmarès
- Médaille d'argent aux Jeux africains de 2011
- Médaille de bronze aux Jeux africains de 2015